# GUARANTEE
『GUARANTEE』（ギャランティ）は、BOWWOWの4枚目のオリジナル・アルバム。

## 概要
全曲がアメリカ合衆国のロサンゼルスでレコーディングされた。
本作について山本は、急激にポップにしなきゃいけないという使命感があったと語っている。
斉藤光浩がメインボーカルを担当している。
2006年10月4日には、デジタル・リマスタリングを施し、紙ジャケット仕様で再発売した。

## 収録曲
1. さびしい遊戯
  - 作詞：阿久悠 / 作曲：佐藤三樹夫
2. ハリー&カレン
  - 作詞：阿久悠 / 作曲：桑名正博
3. 飛び出しナイフ
  - 作詞：下田逸郎 / 作曲：斉藤光浩
4. ここから
  - 作詞：下田逸郎 / 作曲：桑名正博
5. いつもの場所
  - 作詞・作曲：山本恭司
6. 風が吹く
  - 作詞：下田逸郎 / 作曲：斉藤光浩
7. ばんか
  - 作詞：渡海一成 / 作曲：斉藤光浩
8. さびしさは知らない
  - 作詞：下田逸郎 / 作曲：山本恭司
9. 外人墓地のカフェテラス
  - 作詞：沙羅 / 作曲：山本恭司